# 魏県
魏県（ぎ-けん）は中華人民共和国河北省邯鄲市に位置する県。

## 歴史
前漢により現在の大名県南西部に位置する魏城に設置される。南北朝時代、北斉により廃止されたが、586年（開皇6年）に再設置された。744年（天宝3載）、唐朝により県治は大名県北西部の魏荘、1073年（熙寧6年）には宋朝により魏県南西部の旧魏県村、明代には洪武初年に現在地に遷されている。1758年（乾隆23年）、清朝は魏県を廃止し大名県に編入したが、1940年（民国29年）に再設置された。
1958年に再び大名県に編入されたが、1961年に再設置され現在に至る。

## 行政区画
- 街道:魏州街道
- 鎮:魏城鎮、徳政鎮、北皋鎮、双井鎮、牙里鎮、車往鎮、回隆鎮、張二荘鎮、東代固鎮、院堡鎮、棘針寨鎮、南双廟鎮、辺馬鎮、泊口鎮、仕望集鎮
- 郷:沙口集郷、野胡拐郷、前大磨郷、大辛荘郷、大馬村郷、北台頭郷

## 出身者
- 崔述 - 儒学者。